# Корнеев, Емельян Михайлович
Емельян Михайлович Корнеев (1782 — не ранее 1839) — русский гравёр, рисовальщик и путешественник, мастер видовой графики. С 1807 года академик исторической живописи. Работы Корнеева о народах Российской империи, народном костюме, обрядах и промыслах созданные им в поездках - ценный этнографический материал.

## Биография
Родился 8 (19) ноября 1782. Происходил из мещан Хорольского уезда Полтавской губернии.
Учиться в Академию художеств его отдали в восьмилетнем возрасте. Первые три разряда прошёл за три года, вместо положенных девяти. В 1794 году поступил в гравировальный класс, в 1795 — в натурный (ландшафтный) класс, окончил Академию как исторический живописец. Учился вместе с А. Ивановым, А. Егоровым, С. Безсоновым, П. Ивановым, В. Шебуевым, которые были чуть старше и раньше окончили обучение.
Во время учёбы получил большую серебряную медаль (1795), малую золотую, за картину «Ангел выводит апостола Петра из темницы» (1799), большую золотую и звание художника, за картину «Изгнание торгующих из храма» (1800). Из работ академического периода сохранился рисунок «Изведение грешников из ада». Емельян Корнеев окончил Академию 18 августа 1800 года, но в числе двенадцати учеников (большое количество пенсионеров указывает на сильный состав этого выпуска) был оставлен при ней пенсионером. Четверо лучших — Е. Корнеев и скульпторы И. Теребенёв, В. Демут-Малиновский и И. Моисеев  через три года получили право совершить в заграничный тур. Но судьба Корнеева сложилась иначе.
В 1802 году он отправился в трёхлетнюю секретную экспедицию, которую возглавлял генерал Г.-М. Спренгтпортен.
В состав экспедиции вошли майор М. Ф. Ставицкий, флигель-адъютант А. Х. Бенкендорф и художник Е. М. Корнеев. В рапорте Александру I, посланном с острова Корфу, Спренгпортен писал:

…B 1802 году я получил лестное поручение объездить часть России и её южные границы от Кяхты до Корфу в сопровождении нескольких офицеров и одного рисовальщика для сбора живописных объектов. Первый год я использовал для прохождения маршрута до Оренбурга, затем по Иртышу в Сибири и по китайской границе от Бухтармы до Кяхты. Второй год (т. е. 1803) мне пришлось следовать по линии Кавказа, а в третьем году (1804) отправиться из Крыма через Константинополь в Корфу— Гончарова H. H. Е. М. Корнеев. Из истории русской графики начала 19 века. — М.: Искусство, 1987. — 384 с. — С. 26
Экспедиция должна была «объехать с целью военно-стратегического осмотра Азиатскую и Европейскую Россию». За три года он объехал европейские и азиатские окраины Российской империи — от Кяхты вплоть до Корфу. Корнеев нарисовал за время путешествия большое количество рисунков.
С острова Корфу Корнеев написал А. С. Строганову:
«Имея желание уже давно видеть Италию, жертвовал я тремя годами моего путешествия по России и Сибири. Наконец, будучи столь близко от оной, осмелился просить позволения его высокопревосходительства генерала Спренгтпортена следовать за его превосходительством Дмитрием Павловичем Татищевым, отправляющимся в Неаполь на военном фрегате… я почитаю долгом своим уведомить Вас об оном и просить в сем случае предстательства Вашего. Буду ожидать приказаний Ваших в Неаполе».

Посетив Италию, Корнеев 5 июля 1806 года возвратился в Россию. За картину этого периода «Вид города Афин» он вскоре после возвращения был награждён из императорского кабинета золотыми часами.

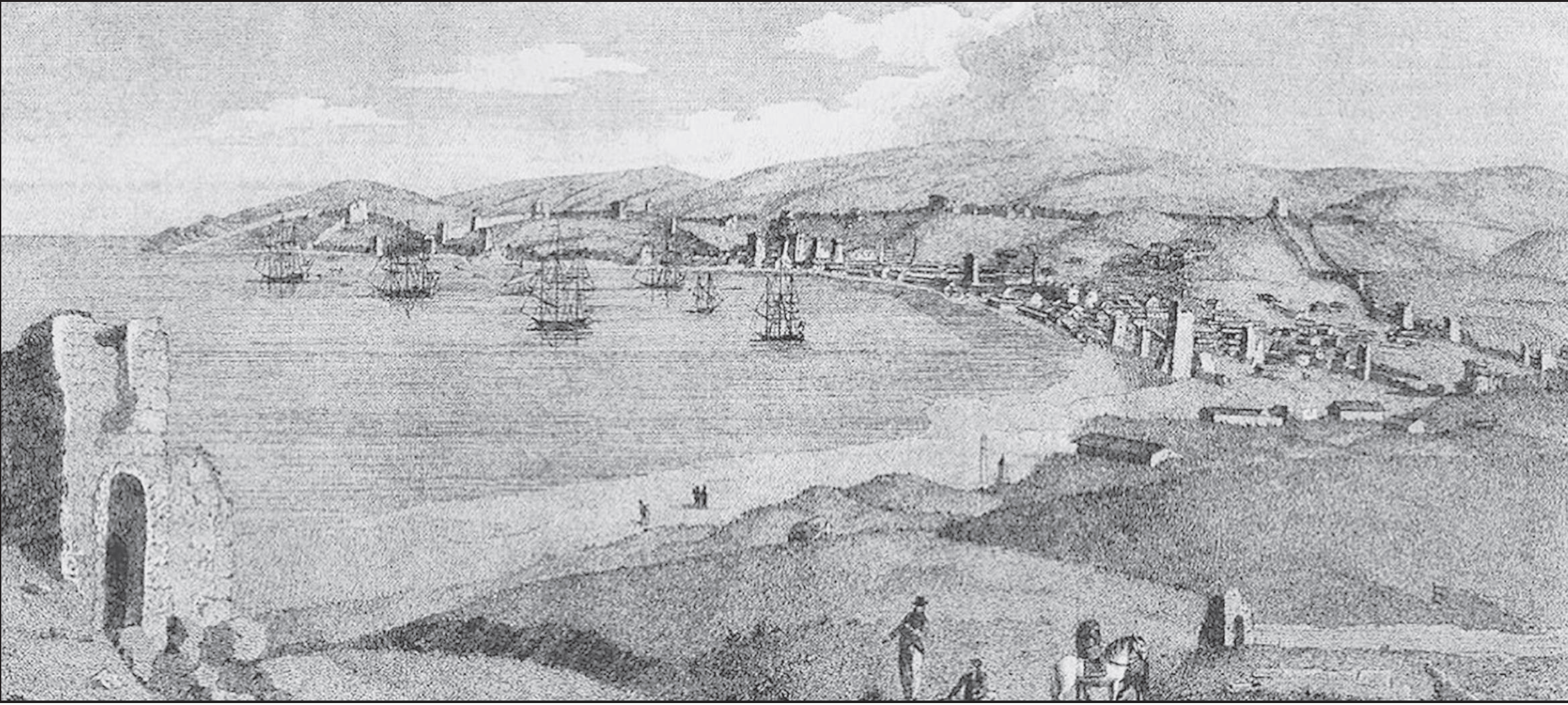
Е. М. Корнеев. Город Каффа (ныне Феодосия). 1804 год.
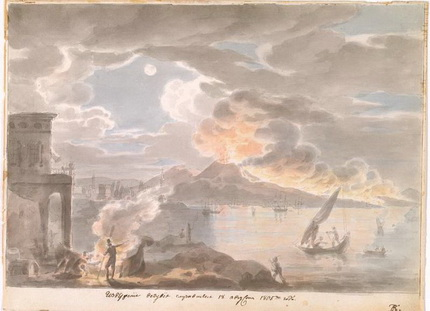
Извержение Везувия, 1805, Пушкинский музей
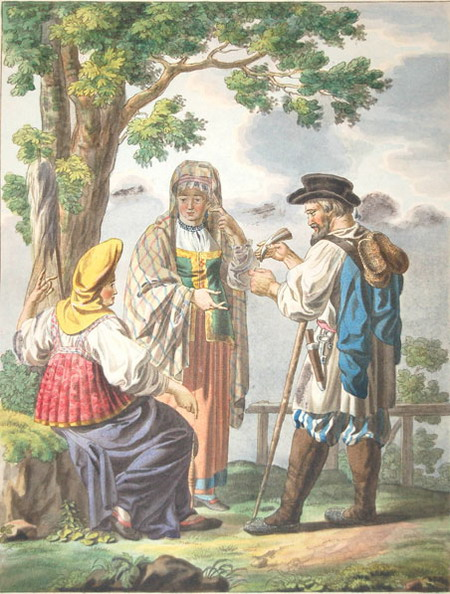
Русские крестьяне, 1811-1812 (из серии «Народы России, или Описание нравов, иллюстрированное цветными изображениями»)
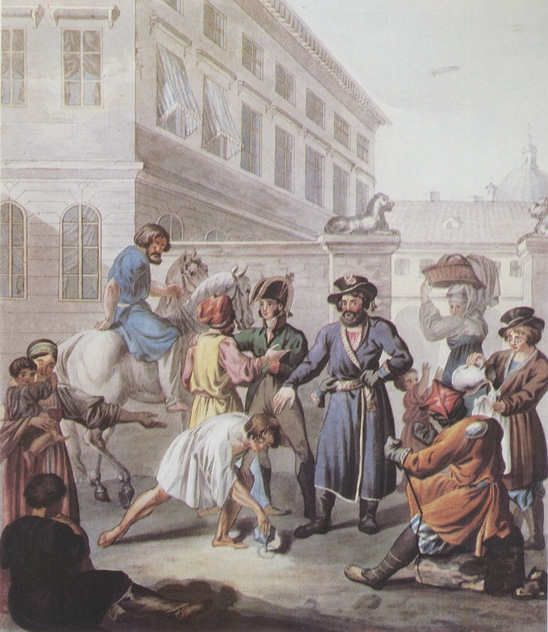
Игра в свайку, до 1820, зз папки "Историческая панорама Санкт-Петербурга и его окрестностей"

В 1807 году он был избран академиком за картину «Похищение Деяниры Центавром» (местонахождение её в настоящее время не установлено). В этом же году он включён в Комиссию по возведению  церкви Казанской Богоматери. В 1809 году после смерти Ф. И. Яненко, которому были заказаны три запрестольных образа и икона Тайной вечери, заказы перешли к Корнееву и С. Безсонову.
Неожиданно 24 мая 1810 года Корнеев под предлогом болезни оставил выгодную службу и уехал за границу. Дело оказалось в том, что его рисунки 1802—1804 годов были приобретены проживавшим тогда в Петербурге графом К. Рехбергом, который присоединив к ним ещё другое собрание рисунков по части этнографии, предполагал весь этот материал издать в виде грандиозной книги путешествия по России. Для подготовки издания Корнеев и уехал в Мюнхен. Однако неблагоприятные обстоятельства того времени не позволили Рехбергу исполнить свое обширное предприятие и в 1812 году он издал избранные из корнеевских рисунков под заглавием: «Les peuples de la Russie… accompagnee de figures coloriees»: «два тома в очень большой лист; издание роскошное, экземпляры с большими полями на толстой голландской бумаге, в которых картинки отпечатаны с особенною тщательностью и отлично раскрашены».
Над гравированием этих рисунков работали Адам Гросс, Карл Вагнер, К.-Х. Гесс, Кокерет, И. Ламинит и Э.-А. Манц, а также русские — Скотников (20 л.), Мельников (6 л.) и Осипов (1 л.); сам Корнеев награвировал девять листов. Гравюры изготовлялись в технике офорта,  акватинта и меццо-тинто. На каждой картинке была помещена подпись рисовальщика: «Dessiné par E. Karnejeff. Рисовал Е. Карнеев»; a также подпись гравёра. Всего картин в I-м томе — 47, во II-м — 48.
В 1812 году из-за начавшейся войны с Наполеоном Корнеев вернулся в Россию. Известно, что 28 октября 1816 года Корнеев вновь поступил на государственную службу — «в Департамент горных и соляных дел для рисования медалей» на место Ф. П. Толстого.
В январе 1818 года Е. М. Корнеев оставил Монетный двор, чтобы участвовать в кругосветном путешествии. Только 23 июня 1819 года художники экспедиции, Е. М. Корнеев и П. Н. Михайлов получили приказ о немедленном прибытии в Кронштадтский порт. Михайлов был приписан к южному отряду, которым командовал Ф. Ф. Беллинсгаузен, а Корнеев — к северному отряду М. Н. Васильева и Г. С. Шишмарёва.
Через три года, вскоре после возвращения кораблей северной экспедиции в Кронштадт в «Отечественных записках» напечатана статья «О портфеле академика Карнеева»: 
«Г. Карнеев, известный уже с самой выгодной стороны роскошным творением о России, изданным в Париже графом Рехбергом, составил ныне не менее любопытную портфель рисунков во время путешествия своего к Северному полюсу… Портфель его содержит до 200 рисунков…» Но материалы плавания в северных широтах так и не были опубликованы.
Спустя несколько месяцев после возвращения из плавания в начале 1823 года Е. М. Корнеев женился; в 1825 году у него родился сын. В течение нескольких лет за него ходатайствуют разные лица; в августе 1825 года он сам с очередным прошением обратился уже прямо к императору, указывая на свою крайнюю нужду после наводнения в 1824 году: «во время наводнения 7 ноября прошлого года я потерял все свое и жены моей имущество более нежели на 20 000 рублей…» — он жил в «3-й адмиралтейской части во 2-м квартале у Семёновского моста (в доме генерал-майорши Сталь № 128)», то есть на берегу Фонтанки, где уровень подтопления был очень высок; он жаловался на невозможность «со слабостью зрения… пропитать себя с семейством…» Наконец, в мае 1826 году Корнееву за его труды была назначена пенсия в 720 рублей в год.
До 1828 года он работал театральным художником; 31 декабря 1828 года поступил на службу в ведомство Государственного контроля чиновником особых поручений и переехал в Москву. По сообщению С. К. Исакова, остаток жизни провёл в Варшаве; по С. Н. Кондакову — умер после 1839 года.

## Рекомендуемая литература
- Гончарова Н. Н. Е. М. Корнеев: Из истории рус. графики нач. 19 в. — М.: Искусство, 1987. — 381 с. : цв. ил.